# Joseph diGenova
Joseph diGenova (Wilmington, 22 febbraio 1945) è un avvocato statunitense, commentatore politico, membro del Partito Repubblicano, Procuratore degli Stati Uniti per il Distretto di Columbia dal 1983 al 1988. Lui e sua moglie, Victoria Toensing, sono soci nello studio legale diGenova e Toensing a Washington.
Noto per avere promosso le teorie del complotto sul Dipartimento di Giustizia e l'FBI, lui e Toensing sono apparsi spesso su Fox News e Fox Business. Nel novembre 2019 diGenova ha diffuso su quei canali teorie del complotto su George Soros, portando a richieste diffuse per bandirlo dalla rete. Pochi mesi prima, nel luglio 2019, diGenova e Toensing hanno iniziato a rappresentare l'oligarca ucraino Dmytro Firtaš per evitargli l'estradizione negli Stati Uniti in seguito ad una accusa federale dopo che l'avvocato personale di Donald Trump, Rudy Giuliani, aveva iniziato a cercare informazioni in Ucraina per danneggiare il candidato presidenziale democratico Joe Biden. Nel novembre 2020 Trump ha chiamato diGenova, Toensing, Sidney Powell e Jenna Ellis a unirsi al team legale guidato da Giuliani per ribaltare i risultati delle elezioni presidenziali del 2020 in cui Trump è stato sconfitto.

## Biografia

### Carriera legale e politica
DiGenova era un assistente legislativo del senatore repubblicano Charles Mathias del Maryland. Dopo che i repubblicani vinsero il Senato degli Stati Uniti nelle elezioni del 1980, diGenova fu nominato capo consigliere e direttore del personale del Comitato per le regole del Senato e consigliere dei comitati giudiziario, affari governativi e servizi segreti del Senato.
In qualità di avvocato statunitense, diGenova guidò l'accusa di Jonathan Pollard, che nel 1987 si è dichiarato colpevole di spionaggio per conto di Israele. Ha anche condotto indagini sulla corruzione nell'amministrazione di Washington, il sindaco Marion Barry che ha portato alla condanna di 12 funzionari, tra cui due vice sindaci.
DiGenova in seguito ha lavorato come consulente legale indipendente indagando sulla ricerca preelettorale del 1992 del fascicolo del passaporto dell'allora candidato Bill Clinton da parte di funzionari dell'amministrazione George H. W. Bush. DiGenova ha concluso che la perquisizione del passaporto era stata "stupida e partigiana", ma non illegale, e che il governo dovrebbe scusarsi con i funzionari che hanno ordinato la perquisizione.
DiGenova e sua moglie, Victoria Toensing, hanno avviato il loro studio legale a Washington, diGenova & Toensing, nel gennaio 1996.
Nel 1997, diGenova è stato nominato Consigliere speciale per indagare sulla Fratellanza Internazionale dei Teamsters; in seguito è stato nominato in un comitato di revisione indipendente per monitorare i Teamster.

## Presidenza Trump

### Scooter Libby
DiGenova ha chiesto al presidente Trump di perdonare Scooter Libby, consigliere di Dick Cheney, difeso da sua moglie Toensing, riconosciuto colpevole di spergiuro in un'indagine che ruota attorno a fughe di materiale segreto riservato. Trump ha graziato Libby il 13 aprile 2018.

### Interferenza russa nelle elezioni del 2016
DiGenova, che appare spesso come commentatore su Fox News, ha accusato i funzionari dell'FBI di aver tentato di "incastrare" il presidente Donald Trump per crimini "inesistenti". Il 19 marzo 2018, lui e sua moglie, Victoria Toensing, sono stati assunti per far parte del team legale di Trump. Tuttavia, Trump ha fatto marcia indietro sulle assunzioni diversi giorni dopo a causa di potenziali conflitti di interesse. Il presidente sperava che diGenova potesse fungere da suo sostituto in televisione e guidare gli attacchi a Mueller e le indagini.
Nell'aprile 2018, diGenova ha chiesto il licenziamento del vice procuratore generale Rod Rosenstein, ha affermato che la squadra del consigliere speciale Robert Mueller che indagava sull'interferenza russa nelle elezioni del 2016 era formata da  "terroristi legali" e ha definito l'ex direttore dell'FBI James Comey "uno sporco poliziotto". Nel tweet del maggio 2018, Trump ha citato diGenova dicendo: "La ricusazione di Jeff Sessions è stato un tradimento non forzato del presidente degli Stati Uniti".
Il 21 febbraio 2019, diGenova ha dichiarato nel podcast di Laura Ingraham che gli Stati Uniti sono in una guerra civile e che consiglia agli amici di prepararsi alla guerra totale votando e acquistando armi.

### Indagini sull'Ucraina
Nel luglio 2019, diGenova e sua moglie, Victoria Toensing, sono stati assunti dall'oligarca ucraino Dmytro Firtaš, per difendere Firtaš dall'estradizione negli Stati Uniti con l'accusa di corruzione relativa a un permesso minerario in India. Nel 2017, il Dipartimento di Giustizia degli Stati Uniti ha descritto Firtaš come un "[associato] di livello superiore della criminalità organizzata russa". In qualità di intermediario per il gigante russo del gas naturale Gazprom, Firtaš era noto per aver incanalato denaro nelle campagne di politici filo-russi in Ucraina  ed è anche un ex socio in affari di Paul Manafort, presidente della campagna Trump 2016. Quando era vicepresidente, Joe Biden aveva esortato il governo ucraino a eliminare intermediari come Firtaš dall'industria del gas naturale del paese e a ridurre la dipendenza del paese dalle importazioni di gas naturale russo.
Nell'agosto 2019, diGenova e Toensing si sono incontrati con il procuratore generale William Pelham Barr per argomentare contro le accuse a carico di Firtaš. Prima di quell'incontro, Barr era stato informato in dettaglio sulla denuncia iniziale di informatori dello scandalo Trump-Ucraina all'interno della CIA che era stata inoltrata al Dipartimento di Giustizia, nonché sulle attività di Giuliani in Ucraina. Barr ha rifiutato di intercedere, secondo fonti che hanno parlato con il Washington Post.
Nell'ottobre 2019, Lev Parnas, un uomo d'affari che lavorava per lo studio diGenova e Toensing come interprete nel caso Firtaš, era uno dei due uomini arrestati all'aeroporto internazionale di Dulles e accusati dai pubblici ministeri federali di aver incanalato denaro straniero nelle elezioni statunitensi. Il New York Times ha riferito nel novembre 2019 che Rudy Giuliani aveva ordinato a Parnas di rivolgersi a Firtaš con la raccomandazione di assumere diGenova e Toensing, con la proposta che Firtaš avrebbe potuto aiutare a fornire informazioni compromettenti su Joe Biden, un accordo descritto dall'avvocato di Parnas, Joseph Bondy, come "parte di qualsiasi potenziale risoluzione della questione dell'estradizione [di Firtaš]". Nel novembre 2019, Bondy ha dichiarato al Washington Post che Parnas aveva fatto parte di "un gruppo che si è riunito frequentemente nella primavera del 2019 al Trump International Hotel di Washington, DC, per discutere, tra gli altri argomenti, della questione Biden. Il gruppo, secondo Bondy, è stato convocato da Giuliani, l'avvocato personale di Trump, e includeva Parnas, il suo socio in affari Igor Fruman, così come il giornalista John Solomon e il team legale di Joe diGenova e Victoria Toensing". Dopo che Firtaš ha assunto diGenova e Toensing, Giuliani ha acquisito una dichiarazione dall'ex procuratore generale ucraino Viktor Shokin che Biden avesse fatto pressioni sull'Ucraina affinché lo licenziasse nel tentativo di coprire la corruzione di Biden e di suo figlio. La dichiarazione di Shokin ha rilevato che è stata preparata "su richiesta degli avvocati che agiscono per conto di Dmytro Firtaš". Giuliani aveva presentato la dichiarazione di Shokin durante le apparizioni televisive, e Bloomberg News ha riferito che le sue fonti hanno detto loro che la pubblicità da parte di Giuliani della dichiarazione di Shokin aveva notevolmente ridotto le possibilità che il Dipartimento di Giustizia ritirasse le accuse contro Firtaš.
DiGenova e Toensing hanno lavorato con Rudy Giuliani alla ricerca di qualcosa da utilizzare contro il candidato democratico del 2020 Joe Biden, secondo Fox News Sunday. Tutti e tre stavano lavorando in nero, al di fuori dell'amministrazione, secondo Fox News. "L'unica persona al governo che sa cosa stavano facendo è il presidente Trump", ha detto il conduttore della Fox Chris Wallace. DiGenova ha definito la storia "categoricamente falsa".
DiGenova e Toensing sono anche avvocati di John Solomon, editorialista conservatore che ha scritto storie favorevoli a Trump sugli scandali che coinvolgono Ucraina e Russia. "John Solomon è un cliente della nostra azienda da molto tempo", ha detto diGenova a Politico.
Nel novembre 2019, in un'apparizione su Fox News, diGenova ha affermato che George Soros "controlla una parte molto ampia del servizio estero di carriera del Dipartimento di Stato degli Stati Uniti" e "controlla anche le attività degli agenti dell'FBI all'estero che lavorano con le ONG. Questo era molto evidente in Ucraina". La Open Society Foundation, fondata da Soros, ha descritto le affermazioni di diGenova come "oltre la bruttezza retorica, oltre la finzione, oltre il ridicolo" e ha chiesto a Fox News di fornire una ritrattazione in diretta delle affermazioni di diGenova e di smettere di fornire a diGenova una piattaforma per parlare. Sebbene la rete non abbia mai annunciato pubblicamente di aver bandito diGenova, in seguito a quell'incidente diGenova non era più apparso su Fox. Nel settembre 2020, diGenova ha dichiarato: "Non so cosa abbia George Soros su Suzanne Scott, il capo della Fox, ma la linea di fondo è questa: quella rete è compromessa quando si tratta di Soros".